# 蘭戈人

蘭戈人生活於基奧加湖北方的蘭戈亞區（政治上屬北部烏干達，但地理位置在烏干達中北部）。蘭戈亞區涵蓋包括阿莫拉塔爾區、阿萊布通區、阿帕克區、多科洛區、科萊區、利拉區、奧揚區、奧圖凱區等行政區。根據2002年人口普查，人口數約1.5萬人。

## 烏干達的蘭戈
用語“Langi”不是蘭戈的複數，但為蘭戈和非蘭戈人所使用。蘭戈社論（學者和蘭戈文化基金會）沒有質疑或挑戰“Langi”作為蘭戈的複數使用。“Langi”是近期的用語（托什，1978），並未在蘭戈人早期的文字記錄中找到（Hutchinson, 1902; Kihangire, 1957）。在“蘭戈族（烏干達）的婚俗與教規之關聯”中，Kihangire（1957年）為他的博士論文採訪了蘭戈長輩，而文中並未提及“Langi”，只提到蘭戈或蘭戈人。此外，走遍蘭戈本土（烏干達）的人類學家和探險家使用“蘭戈族”、“蘭戈國”和“蘭戈人”來稱呼烏干達的蘭戈。
蘭戈的歷史是複雜的，透過使用“Langi”，限制“蘭戈族”為一個種族集團。Odwe（2011）指出：“ 蘭戈人存在於許多種族名稱的身份類別下。至少有一個根名或詞源顯示所有這些不同的族群是出自Lango。“他補充說”當1862年英國殖民者來到，只有烏干達蘭戈和南蘇丹Agoro較少的一群人保留Lango作為種族的名字。”
蘭戈的符號是Amuka（犀牛）。Amuka象徵獨立的，強大的，和平的，除非遭受打擾。
如同他們北部的鄰居阿喬利和阿盧爾，蘭戈人說Lëblaŋo語，一種西尼羅河（羅）語言，但他們與向東的鄰居Ateker（東部尼羅河）共有許多文化特徵。
一些人類學家認為他們是一群大約在公元1600來自埃塞俄比亞的遷移，後來分裂為二，其中一組移動到現今的肯亞，形成Kalenjin和馬賽集群的一部分。另一組Ateker，則向西遷移進入烏干達東北部。Ateker進一步分成四組，形成Karamojong，ITESO，Kumam和Lango。蘭戈更進一步遷移到西部，他們在那裡遇到阿喬利，並將阿喬利從基奧加湖的北部向北推進。通過與阿喬利的長時間互動，蘭戈捨棄了Ateker語，並改使用阿喬利的羅語。然而，許多蘭戈人認同羅語，拒斥他們原來的語言是Ateker的理論。

## 民族分布、人口與語言

### 民族分布

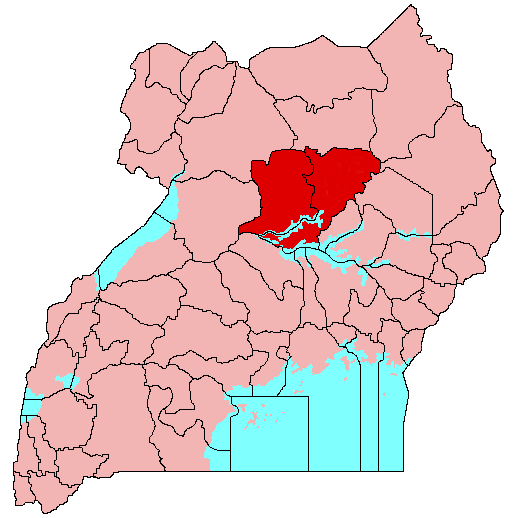
蘭戈人分布地區

蘭戈人生活於基奧加湖北方的蘭戈亞區（政治上屬北部烏干達，但地理位置在烏干達中北部）。蘭戈亞區涵蓋包括阿莫拉塔爾區、阿萊布通區、阿帕克區、多科洛區、科萊區、利拉區、奧揚區、奧圖凱區等行政區。

### 人口
根據2002年人口普查，人口數約1.5萬人。

### 語言
蘭戈人使用盧歐下語支的語言。

## 環境氣候
烏干達位於熱帶氣候區，通常多雨（特別是3-5月，9-11個月），而其餘月份（12-2月，6-8月）為烏干達的兩個旱季。

## 歷史沿革

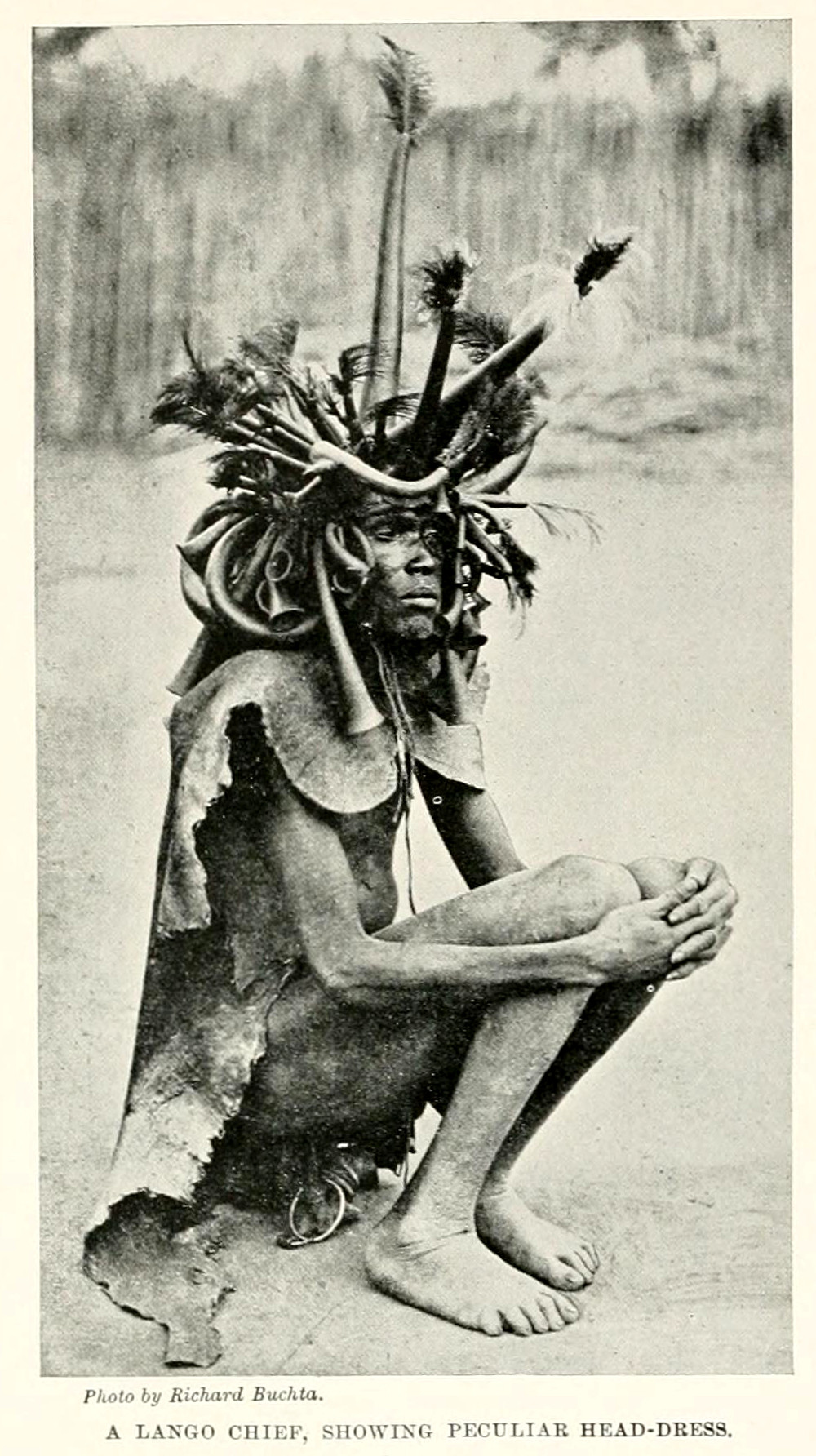
戴精緻頭飾的蘭戈酋長。照片出版於西元1902年。

許多學者和人類學家都認為在蘭戈遷移到現在的居住地前，是從Shilluk區向東南方遷移，於東方某處（Otuke山）定居，並在那裡與Ateker和羅相遇。據Driberg所說，蘭戈從Shilluk區域向東南遷移，之後達到在烏干達東部的Otuke山。這件事吻合羅的神話“Lwanda Magara”裡敘述的羅和蘭戈在東部某處（Otuke山）曾是鄰居。根據羅的神話所述，他們之間有幾次戰爭和襲擊，但也有通婚，羅的勇士“Lwanda Magara”就娶了很多蘭戈女性。蘭戈抵達現今的家之時，他們已經在說接近羅的語言。蘭戈從衣索比亞向東南到現今所在地的遷移活動也吻合了Shilluk神話中，Nyikango從Dimo分裂後，Nyakango和他的追隨者向北遷移，而羅在加扎勒河的WIC PAC。根據口述歷史，蘭戈起源於東方的“Got Otuke”（Otuke山）。

## 社會、家庭與婚姻

### 社會
社會結構上存在年齡結群制度。

### 家庭與婚姻
婚姻實行一夫多妻制。男女均行成年禮，並有摘除下門牙的習俗。按父系續譜、居住和繼承財產。

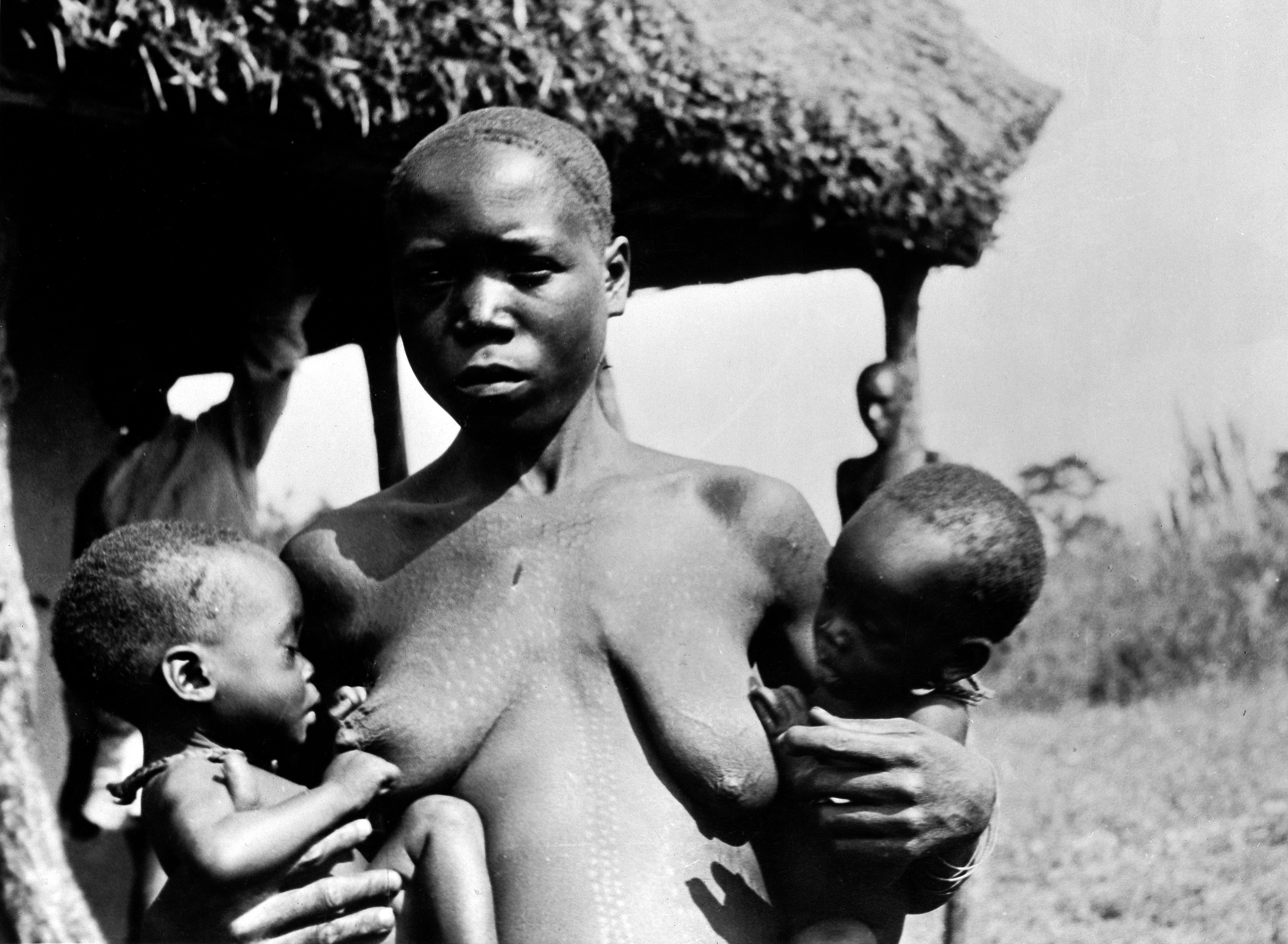
蘭戈女性哺乳。

## 產業與生活
從事農牧混合經濟，以農為主。

### 農業
種植粟、高粱、芝麻、蕎麥、豆類和花生。

### 牧業
飼養山羊、綿羊及短角牛，兼事狩獵。

### 土地使用權
土地在前殖民時代是共有財，任何土地皆屬於第一個耕種它的人或家庭，再傳承給最年長的兒子。 根據Kigangire，“過去尚未栽培的土地任何家庭皆可耕種，而一旦土地被耕種，社會各界都將它視為這個家庭自祖先傳承下來的財產。（Kihangire，第22頁）。傳統的土地使用權仍然在農村地區被廣泛使用。

### 教育
前殖民教育可以說是正式也是非正式的。孩子們的母親或兄弟姐妹教導他們道德觀念、如何稱呼親屬和尊重他人。長大以後，男生被父親或男性親屬教導，女孩則被母親或女性親屬教導。遊戲、民間故事、神話、諺語、謎語等，對蘭戈教育發揮非常重要的作用。除了模仿成人，兒童的遊戲促進了對家庭的責任感。諺語包含道德與社會格言，謎語能刺激大腦（Kihangire，26）的發展。

## 政治

### 政府
英國統治之前，蘭戈人曾有自己的政府。包括Won Nyaci（最高首長）、Twon Lwak（軍事領袖）、Awitong（最高氏族酋長），Rwot（酋長），Won Paco（土地的首長），以及AWI-OTEM（家族血統的首長）。英國政府意識到這點，並透過這些人去宣達政令。在蘭戈，沒有如同Buganda 與Bunyoro的世襲國王或至高首長。蘭戈政務系統是通過選舉產生，氏族首領掌握高於族人的權力。在一些氏族中酋長是世襲的，所以當一個氏族酋長去世，會由部族長老選擇他的一個兒子接替（Kihangire，第21頁）。著名蘭戈酋長有Odyek Owidi ，Bua Atyeno ，Owiny Akulo 與Ogwang Guji。

### 軍事
Driberg描述蘭戈「勇敢冒險的戰士戰勝了恐懼並贏得他們鄰居的尊敬...而不只是目睹他人不幸的旁觀者...面對生命的真相毫無虛假的謙虛。」蘭戈軍隊團結一致地遵從一名男性軍事領導人的統領。這位軍事領導人將帶領蘭戈人對抗其他群體。戰爭結束後，他們的權力也被收回，他們都回到了自己的部族，恢復日常的職業，並無享有任何特殊利益。著名的軍事領導人Ongora Okubal帶領蘭戈人爭奪他們現今所在的這片土地，Ongora Okubal 由Opyene Nyakonyolo 接替，Arim Oroba 和Agoro Abwango接續其後。Agoro Abwango帶領著部下打Banyoro，並於Bunyoro陣亡（Kihangire，第22頁）。

### 政治暴力
蘭戈往往是烏干達政治動盪的受害者。第一位烏干達總理及兩任總統奧博特・米爾頓是一位蘭戈人。在20世紀70年代，伊迪·阿敏政府引發的州際衝突，消滅蘭戈精英與鄰居阿喬利。另烏干達政府和聖主抵抗軍（LRA）之間19年之久的戰爭，導致該地區大量居民流離失所。

## 著名人物
Obol Ario為一位偉大的戰士，有許多蘭戈的傳統歌曲提到他的名字。

## 外部連結
- Uganda Bureau of Statistics（页面存档备份，存于）

## 腳註
1. ↑  "The Lango: A Nilotic Tribe of Uganda". （页面存档备份，存于） World Digital Library. Retrieved 23 May 2013.
2. ↑  Elders, Shades, and Women: Ceremonial Change in Lango, Uganda Written By Richard T. Curley